# Sophie Pribojszki
Sophie Pribojszki (született: Pribojszki Zsófia; Békéscsaba, 1946. június 2. –) magyar származású festő- és szobrászművész. 1986 óta részben Magyarországon, részben Franciaországban, Párizsban él. Tagja a francia Syndicat National des Artistes Professionels, a Hivatásos Művészek Nemzeti Szövetségének és az Európai Képzőművészek Társaságának.

## Élete

Életfa

Tanulmányait Budapesten folytatta, majd 1976-ban házassága révén Belgiumba költözött, itt élt 1986-ig. Férje dr. Jávori Jenő mérnök-közgazdász, aki a belga Samsonite kereskedelmi igazgatója volt. Házasságukból egy gyermek született, Jávori Jenő Gábor.
A Genti Királyi Művészeti Akadémián tanult festészetet. Hosszú időn keresztül tanulmányozta az európai festészet nagy klasszikusait. Gyakran tartózkodott Párizsban, ahol 1986-ban a Nagy Szalonban (Salon des indépendants) két alkotását mutatták be: a Salome és az Életfa című képeit. Szakmai barátságba került Jean Monneret neves festőművésszel, a Nagy Szalon elnökével. Gilbert Baglione és Petit Jean barátságát, szakmai útmutatását élvezte. Megismerkedett Fernando Boteroval, együtt állítottak ki a Salon des indépendants-ban.
1986-ban Vancouverbe utaztak, ott kívántak letelepedni, de Európát mégsem tudta elhagyni, 1988-ban a családjával együtt végleg visszatelepültek Magyarországra.
1988-ban meghívást kapott a Salon Viole-be, majd a Salon D'Autumnba.
Christie's Amsterdam nemzetközi hírű aukciósházban kerültek kalapács alá a munkái (Körhinta), majd ezt követően a Philips Blendstock Hause árverésén kelt el két munkája (Kávéházban, Café de Paris).
Ezután Izraelbe utazott, ahol személyesen találkozott Chagall üvegmunkáival, ami nagy hatással volt festészetére, történelmi témájú képeket festett, elkészültek a Mózes és a Krisztus kiűzi a kufárokat című képei. Tagja a francia Syndicat National des Artistes Professionels, a Hivatásos Művészek Nemzeti Szövetségének és az Európai Képzőművészek Társaságának.
2012 óta szobrokat is készít, stilizált táncoló bronz figurái szervesen kapcsolódnak festményeihez. Műveit a Munkácsy Mihály Múzeum mellett több magyar és külföldi közgyűjtemény, valamint magángyűjtők őrzik.
Pribojszki Zsófia nem a látvány tilalomfái által kijelölt csapáson halad. Bőven áradó, színekben tobzódó, motívumokban gazdag képzeletének a kézzelfogható, szemmel kitapintható realitás távolról sem bizonyult elégségesnek. Kisujjában van mindaz a (figurális) törekvés, amelyet a XX. század festészete magáénak vall, de nem szegődik kizárólagosan egyikük nyomába sem.
Ami foglalkoztatja immáron hosszú évek óta: az önálló képi gondolat megjelenítése. Ebben, művészi szándékainak keresztülvitelében nem ismer lehetetlent: motívumait, témáit, jeleneteit, ezek színhelyét és szereplőit könnyed biztonsággal és szabadon szárnyaló költői hevülettel komponálja együvé.

## Hazai kiállításai
- Békéscsaba
  - Munkácsy Mihály Múzeum (többször)
    - 2011-ben Zene, tánc, szerelem címmel nyílt rangos önálló kiállítása[4]

  - Jókai Színház Vigadó Galériája[5]
- Szeged, Bartók Béla-terem
- Nyíregyháza, Paál László-terem
- Zalaegerszeg Zsinagóga Kulturális Központ[6]
- Budapest
  - Az Operaház szalonjában nyílik önálló kiállítása (1997)
  - A Belvedere Galériában 22 művét állították ki. (2006)
- Szolnok az Aba Novák Agora kiállítóterme[7] (2015)[8]

## Nemzetközi kiállításai
- Belgium, St.M.Laatem – „jonge kunstenaaren in Laatem” (1979)
- Gent, Galerie Art (1980)
- Párizs (1986, 1987, 1988, 1989, 1990, 1991, 1992, 1994, 1999)
  - Pompidou központ (2001)[9]
- Hongkong, Art festival-Culture Centre, Contemporary Vision Cyclop Art (1993)
- Oszaka, Sony Center (1994)
- Miami, francia, amerikai kortársművészek fesztiválja (1995)[10]
- Washington, „Europa Vivant” Meridian Int. Center (1997)
- Marseille, SIAC (2002)[11]
- Saint-Tropez, Salon Leopard,  FNCF Européén Artists (2002, 2004)
- Nizza, Modern Art Galery

## Adományok
- Bliss Alapítvány Archiválva 2015. október 7-i dátummal a Wayback Machine-ben, sérült gyermekek otthona, Budapest, Neszmélyi út 36.
- SOS Gyermekfalu, Battonya (1994)
- Magyar Máltai Szeretetszolgálat Gondviselés Háza Keszthely, 35 sérült-kerekesszékes fiatal festészeti oktatása-kiállítása.[12]

## Díjak, elismerések
- 1994 Festival International D'OSAKA – Japán, I. Prix
- 1995 Certificate of Distrinction, Miami
- 2000 Aranymedál (Medaille d'Or) LAFEM-Art Française en Mediterranée, La Grande Motte, France
- 2002 Aranyvászon-díj (Toile d'Or) Párizs, Federation National de la Culture Française European Art Group
- 2002 Aranymedál (Medaille d'Or)  Gam-Art Port Frejus, France
- 2004 Aranymedál (Medaille d'Or) Salon Des Leopards, Saint-Tropez
- 2020 Művészeti Életpálya Elismerés az emberi erőforrások miniszterétől[13]

## Kiadványok, cikkek róla
- Békéscsabáról indult... Néhány tollvonás Pribojszki Zsófiáról. 45-48. Tanulmány. [Rovatcím.] 49-112.[14]
- Mezei Ottó: Pribojszki – Katalógus Jeso Kft.
- Gyarmati Gabriella: Csabai arcképek – A Munkácsy Mihály Múzeum Évkönyve II. (39.) – „Ami csabai…” múzeumi sorozat – Békéscsaba képzőművészeti és iparművészeti élete (78. oldal), 2014,  ISBN 978-963-7219-91-7 Online elérhetőség

## Vélemény
Expresszionistának, szürrealistának is mondták képeit, elismerően, méltánylóan, s okkal ezeket az iskolákat járta. Szabad emberként, szabad szellemmel, a színek a formák, a gondolatok mezején is szabadon tájékozódott. Magyar művészként a flamand és a németalföldi hagyományokon nevelkedett. Talán ezért is annyira különösek, elgondolkodtatóak képei, ugyanabból a magból más talajon még a virág is más árnyalatúvá válik.